# Edmund Brauner

Edmund Brauner

Edmund Brauner (* 15. Dezember 1899 in Koslau; † 6. Januar 1960 in Ansbach) war ein österreichisch-deutscher Politiker (NSDAP) und SA-Führer.

## Leben und Wirken
Nach dem Besuch der Volksschule erlernte Edmund Brauner das Zimmermannshandwerk. Ab dem 1. April 1916 war er bei der österreichischen Staatsbahn tätig. 1917/18 nahm er mit der österreichisch-ungarischen Armee am Ersten Weltkrieg teil.
Anfang der 1930er Jahre stieß Brauner zur österreichischen NS-Bewegung. Er trat zum 4. April 1930 der NSDAP bei (Mitgliedsnummer 117.743) und Anfang Juni 1931 der SA. Von 1930 bis 1932 war er Ortsgruppenleiter, danach bis 1934 Kreispropagandaleiter, dann bis 1935 Kreisleiter und schließlich bis 1938 als Gaupropagandaleiter der NSDAP tätig. Nach dem Anschluss Österreichs an das Deutsche Reich im Frühjahr 1938 übernahm er hauptberuflich Ämter als Kreisleiter der NSDAP in Eisenstadt und als Bereichsleiter. Zudem war er ab 1941 als Gauredner, beauftragt durch die Reichspropagandaleitung, tätig. Als Mitglied der SA erreichte er 1943 den Rang eines SA-Sturmbannführers in Stockerau (Niederdonau).
Im März 1943 wurde Brauner anstelle des Abgeordneten Eduard Honisch, der aufgrund seines Parteiausschlusses im Zusammenhang mit einer Korruptionsaffäre aus dem Reichstag ausgeschieden war, zum Reichstagsabgeordneten ernannt. Er gehörte dem nationalsozialistischen Reichstag anschließend pro forma bis zum Ende der NS-Herrschaft im Frühjahr 1945 an: Da der Reichstag in den knapp zwei Jahren seiner Abgeordnetenzeit jedoch zu keiner einzigen Sitzung zusammenkam, blieb Brauners Mitgliedschaft ein rein nomineller Akt.